# Linha de base

As zonas marítimas de acordo com a Lei do Mar

Do ponto de vista da Lei do Mar, a linha de base é, em geral, a linha de baixa-mar ao longo da costa, tal como indicada nas cartas marítimas de grande escala reconhecidas oficialmente pelo Estado costeiro, que delimitam  o limite interno do mar territorial e das restantes zonas de jurisdição marítima desse Estado.
No caso de baías ou ilhas próximas da costa, as linhas de base podem ser linhas retas, unindo pontos externos da linha de costa, para o interior das quais se localizam as águas interiores.